# Diplomatstaden

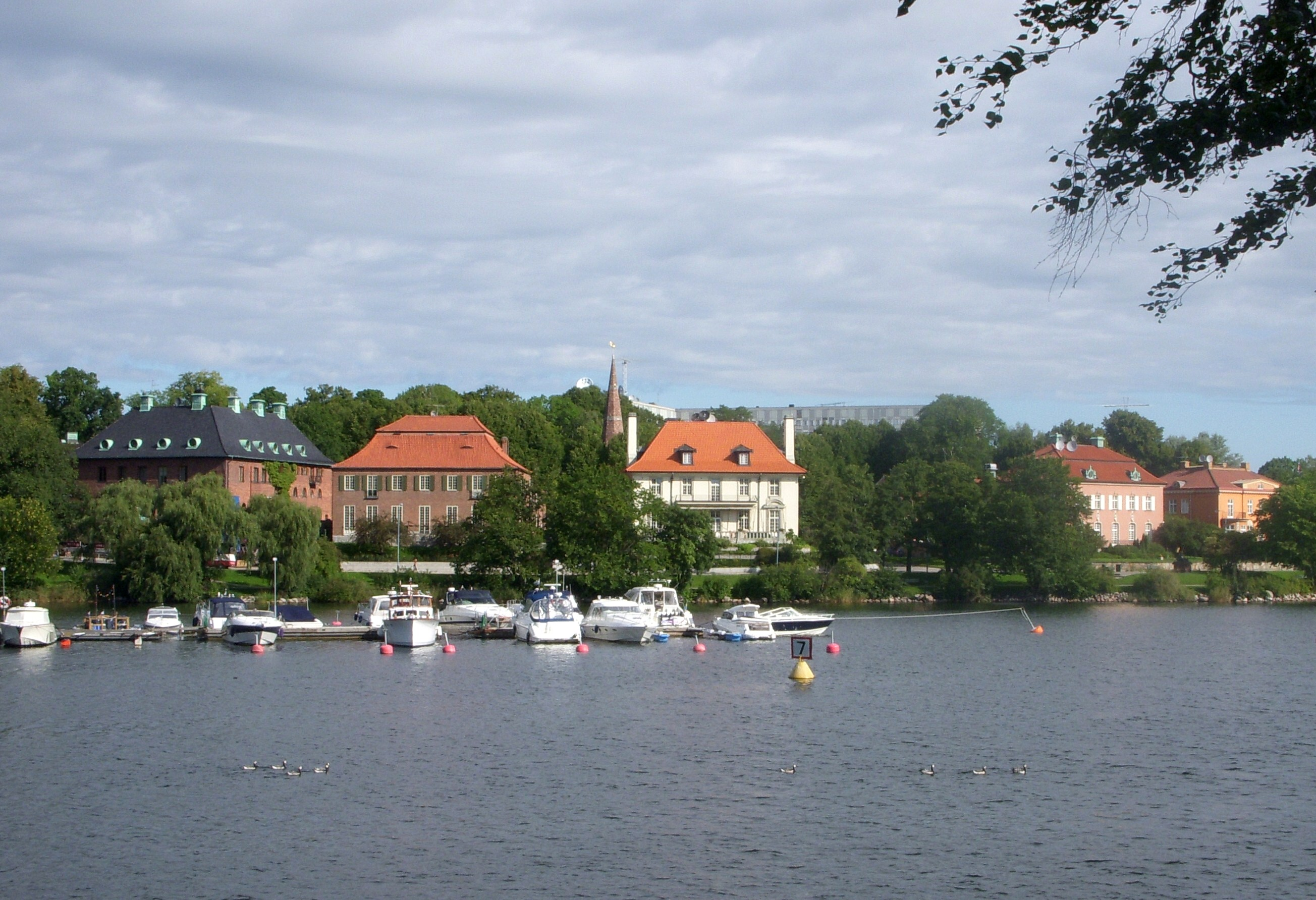
Diplomatstaden in Stockholm

Die Diplomatenstadt in Stockholm (Diplomatstaden i Stockholm) ist ein exklusiver Wohnbezirk im Stadtteil Östermalm in der Hauptstadt Schwedens. Das Bemerkenswerte dieses inoffiziellen Stadtteils sind ein Dutzend palastähnliche Villen, die während der 1910er und 1920er Jahre entstanden und in denen  verschiedene Auslandsvertretungen untergebracht sind, daher der Name „Diplomatstaden“.

## Geografische Lage

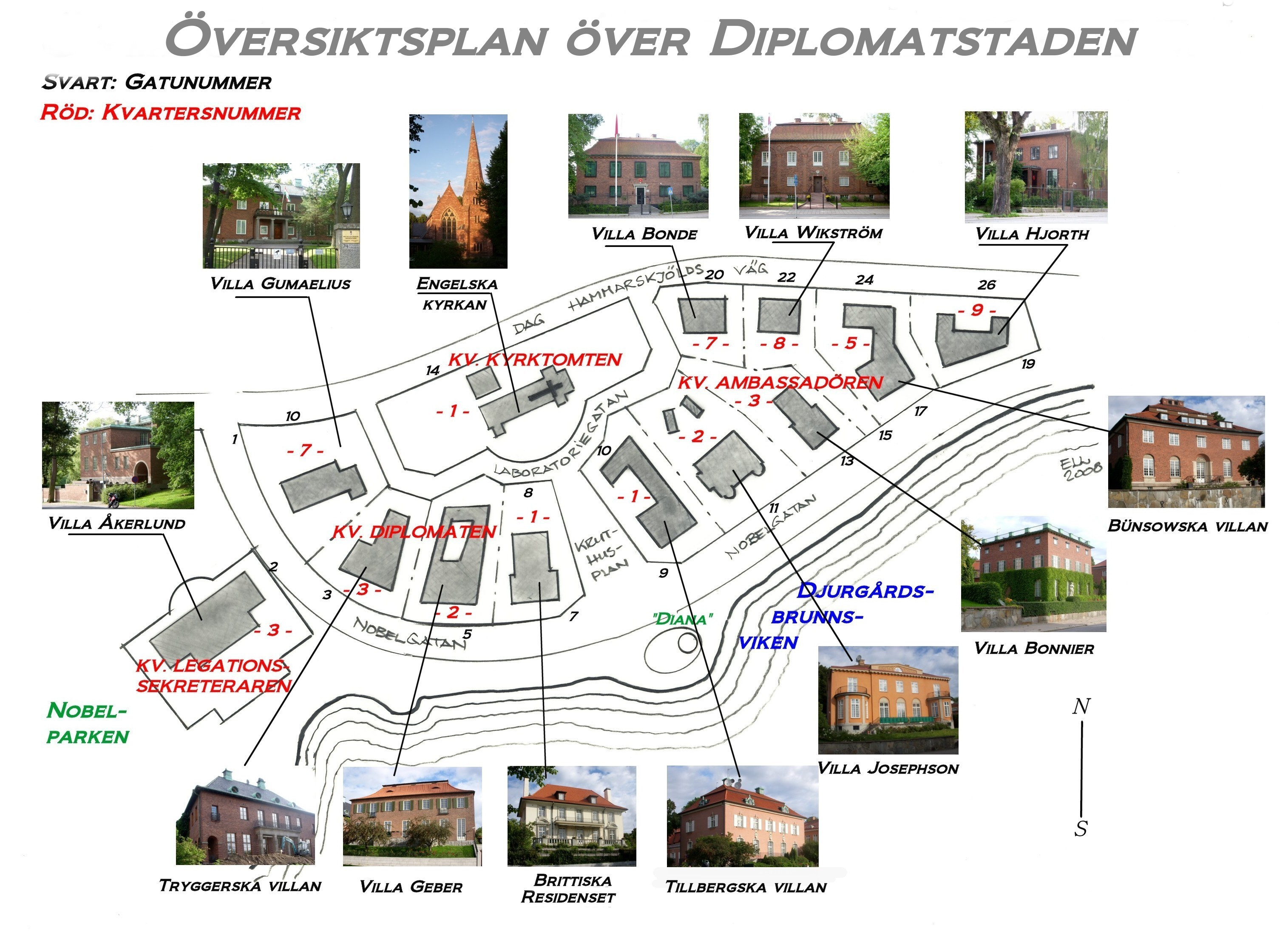
Übersicht über die zwölf Villen

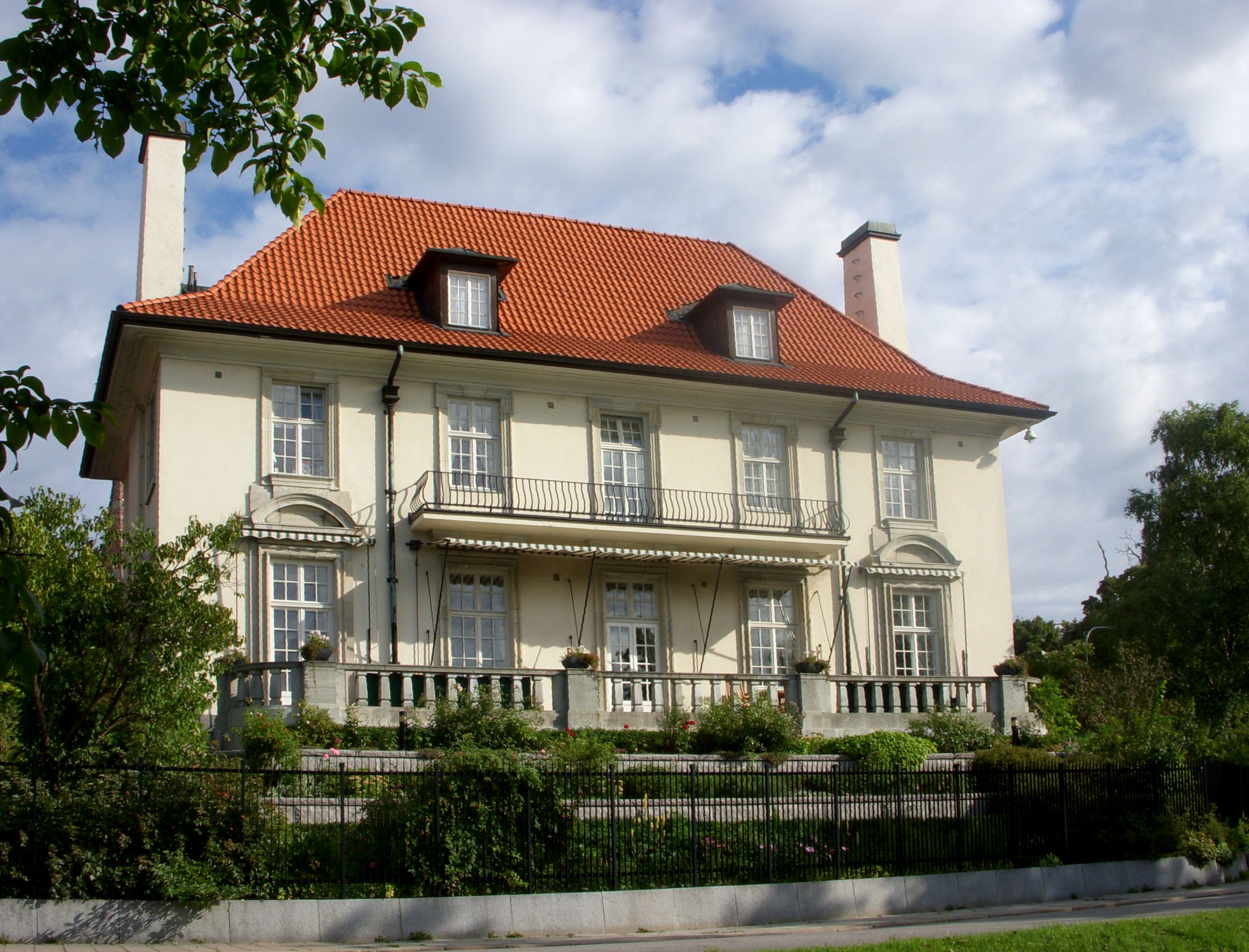
Villa für Großbritannien

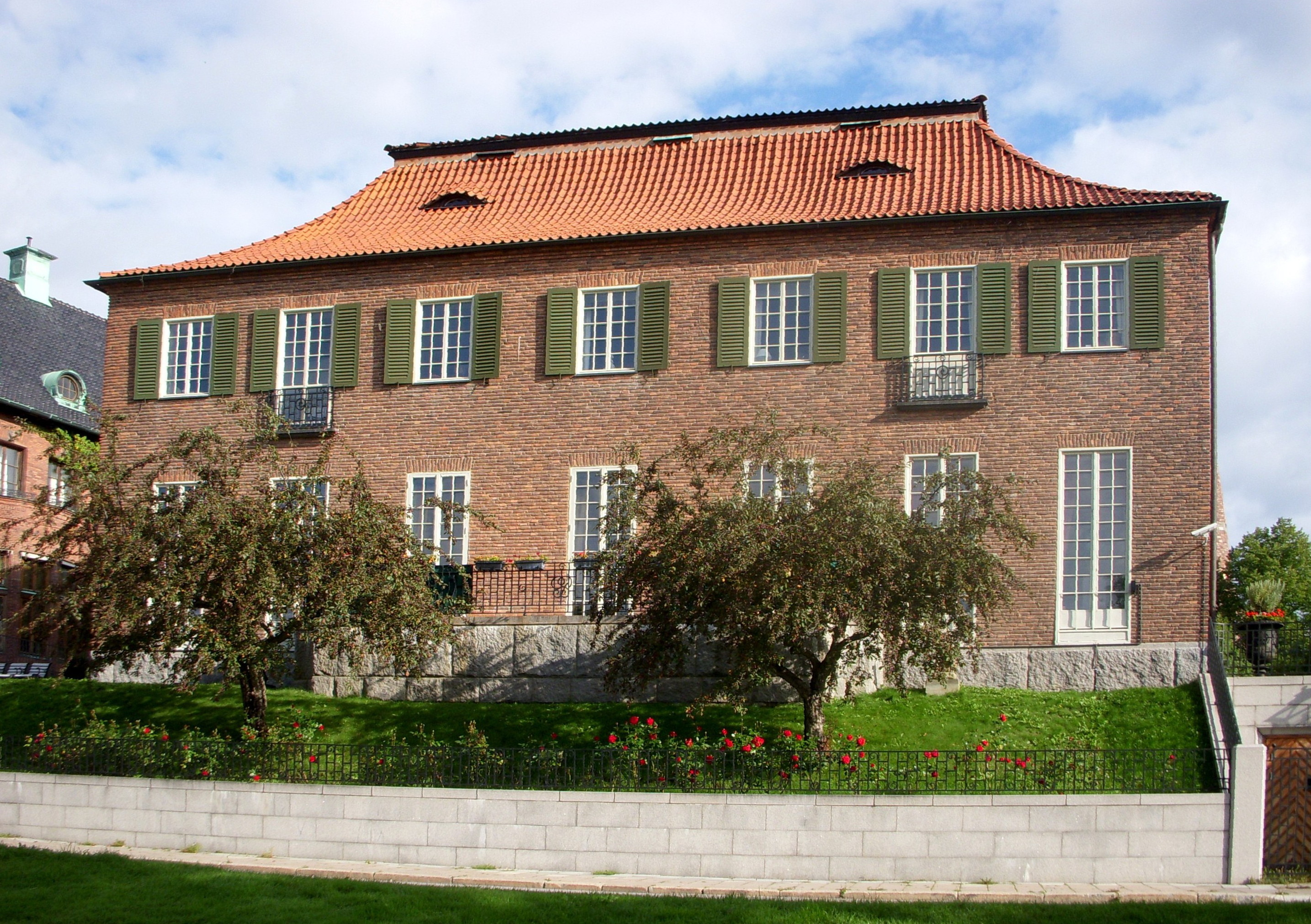
„Villa Geber“

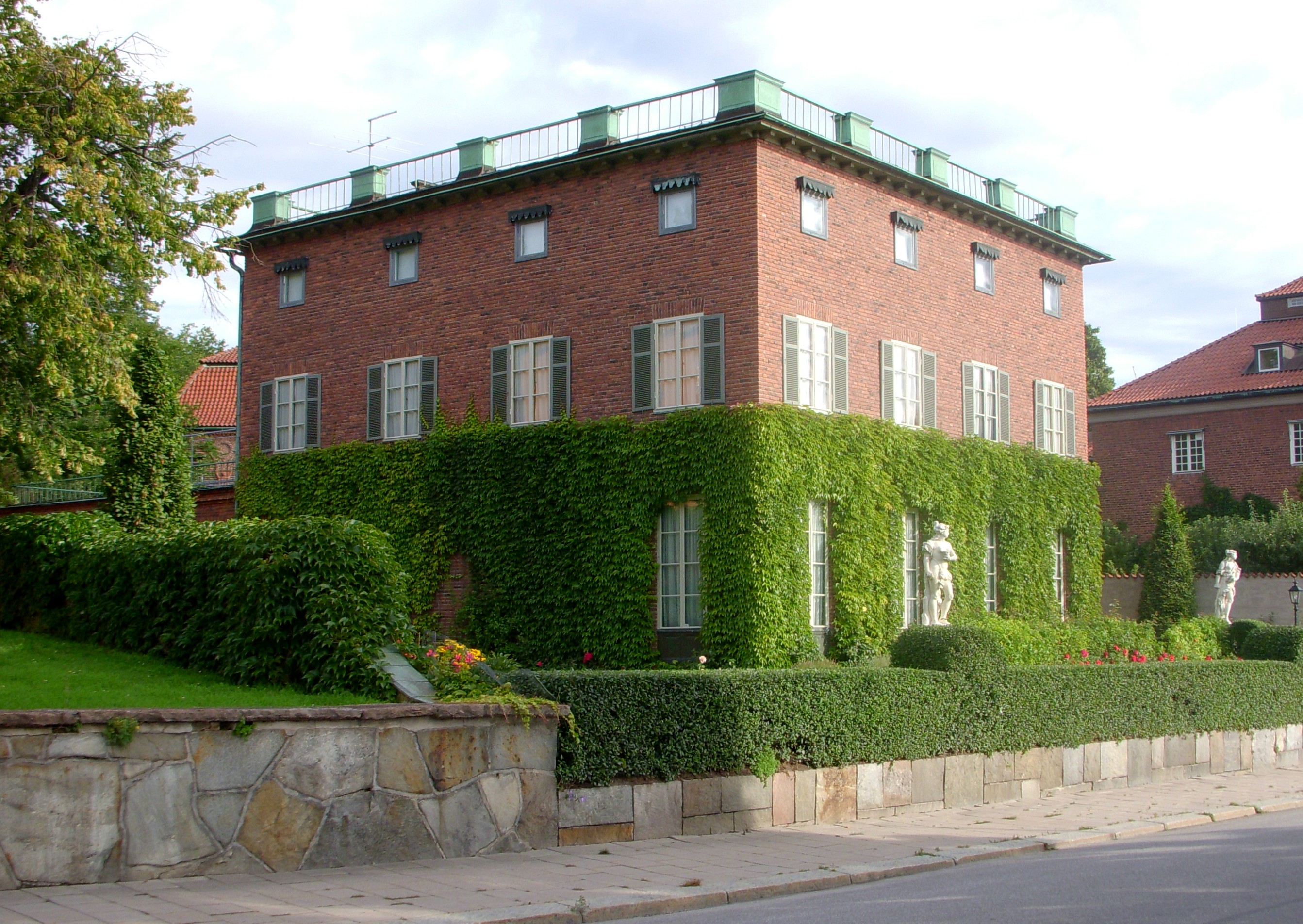
„Villa Bonnier“

Die Diplomatenstadt hat keine offiziell festgelegten Grenzen und umfasste anfangs auch nur die ursprüngliche Villensiedlung. Heute zählt man auch das benachbarte Gebiet mit einigen ausländischen  Botschaften dazu. Das Gebiet liegt nördlich des Djurgårdsbrunnsviken im Stadtteil Östermalm.

## Der Städteplan

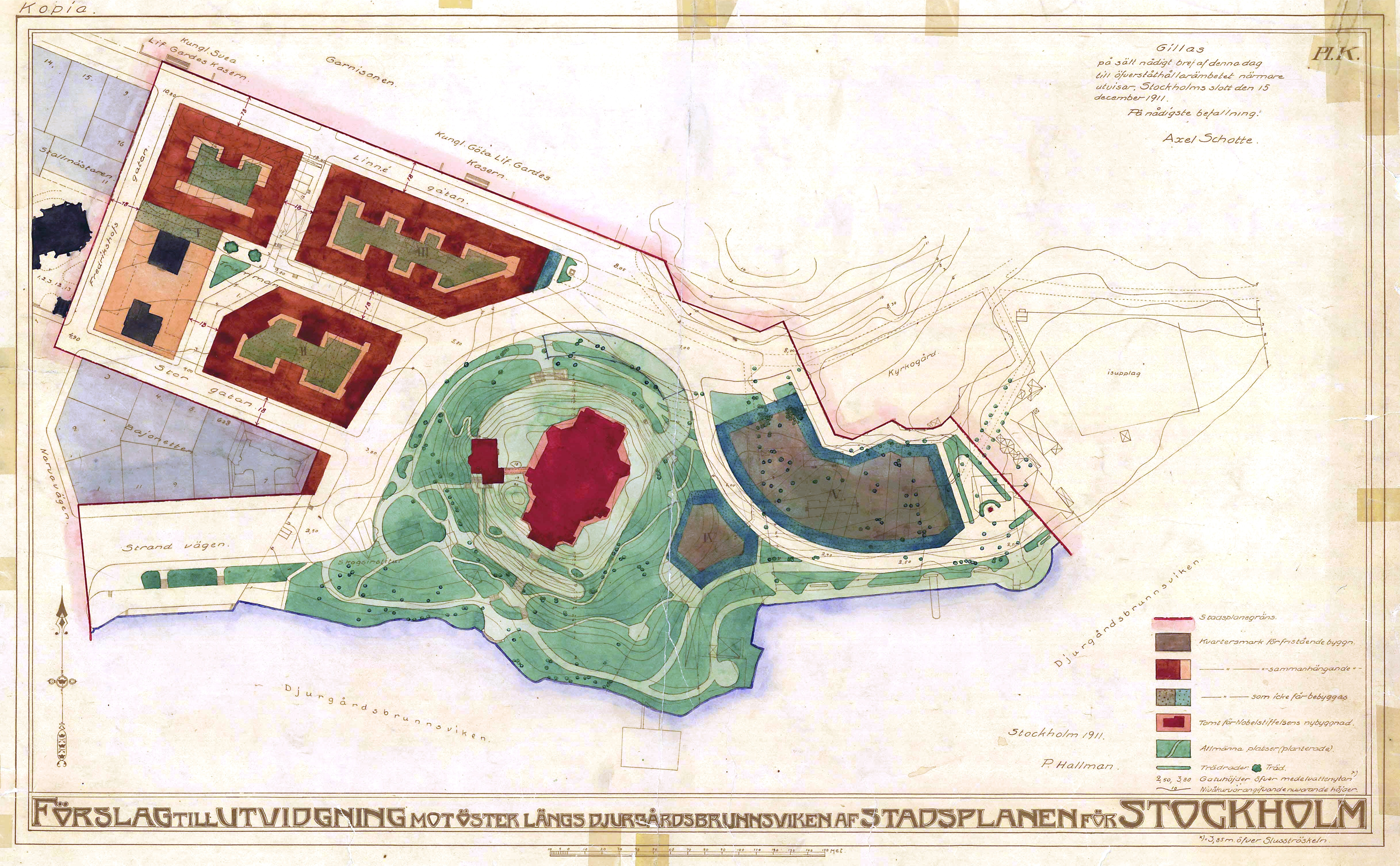
Hallmans Bebauungsplan von 1911

Im Jahr 1911 hatte hier der Architekt Ferdinand Boberg Entwürfe für einen monumentalen Nobelpalast zu Ehren Alfred Nobels gezeichnet, dieser Plan wurde jedoch nie verwirklicht und nur die Namen „Nobelpark“ und „Nobelstraße“ (Nobelgatan) in der Umgebung erinnern daran.
In den Jahren 1911–1914 zeichnete der Städteplaner Per Olof Hallman einen Bebauungsplan für exklusive Einfamilienhäuser östlich des Nobelparks. Auf seinem Plan von 1911 ist das Grundstück (rot) für den Nobelpalast zu sehen und (braun) der erste Teil der Villensiedlung. Dieser Städteplan hat heute noch (2008) Gültigkeit.
Hallman ordnete fächerförmig im Halbkreis elf  Grundstücke um die Englische Kirche (Engelska kyrkan) an.
Im Bebauungsplan wurde Kriterien, wie die zulässige Größe der Wohnfläche, der Bauabstand zum Nachbargrundstück, die äußere Form der Villen und Ähnliches festgelegt. Die Fassaden sollten hauptsächlich aus rotem Backstein bestehen, das gab der Siedlung einen einheitlichen Charakter.

## Die Villensiedlung

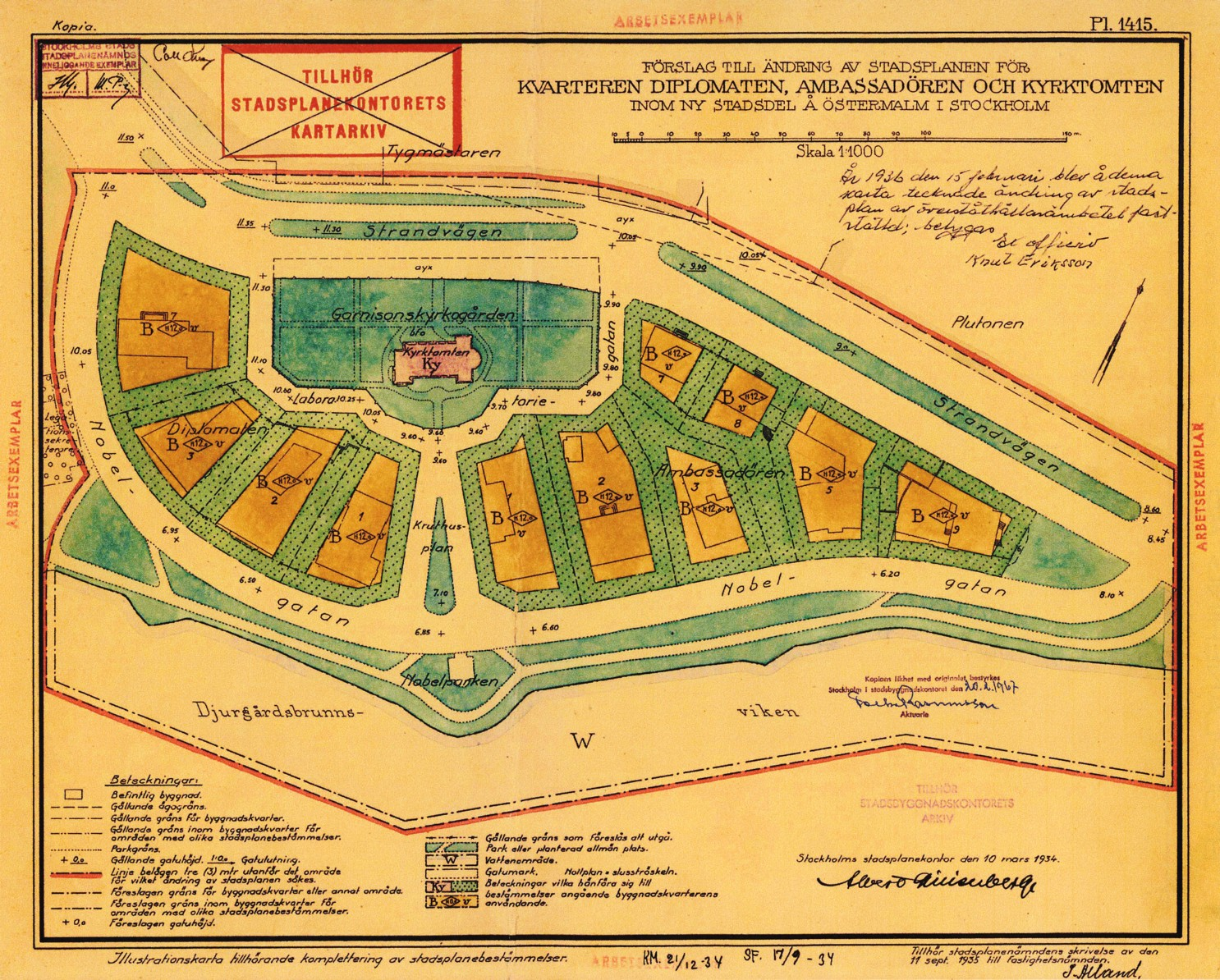
Der Bebauungsplan von 1934

Die hochherrschaftlichen Villen entstanden allesamt während der Jahre 1913 bis 1927 und wurden von den damals prominentesten Architekten des Landes entworfen, unter ihnen Ragnar Östberg (Architekt des Stockholms stadshus),  Carl Westman (Architekt des Stockholms rådhus) und Ivar Tengbom (Architekt des Stockholms konserthus).
Anfangs waren es  wohlhabende  Privatpersonen,  die repräsentative Privatvillen mit viel Platz für sich selbst und Raum für zahlreiche  Bedienstete bestellten und die hohen Wert auf Diskretion legten. Die erste Villa entstand 1913 für den Bankier Philip Geber und war von Ragnar Östberg entworfen. Architektonische Stilelemente zum gleichzeitig entstehenden Stockholmer stadshus sind unverkennbar. Im Inneren des Bauwerks verbergen sich Arkadengänge und ein von Carl Milles mit Skulpturen geschmückter Brunnen.
Die erste „Diplomatenvilla“ wurde 1915 für die britische Botschaft errichtet und war von Sir Richard Allison entworfen. 1921 zeichnete Ivar Tenbom die Villa Tillberg, in der sich heute die Botschaft Südkoreas befindet. Weitere Bauten werden von den Botschaften der USA, der Türkei und von Ungarn disponiert. Eine der letzten Villen war 1927 einzugsfertig, diese hatte Ragnar Östberg für den Verleger Åke Bonnier d.Ä. entworfen. Die Villa wurde 1981 dem Schwedischen Staat testamentarisch übergeben und wird heute zu repräsentativen Zwecken genutzt.

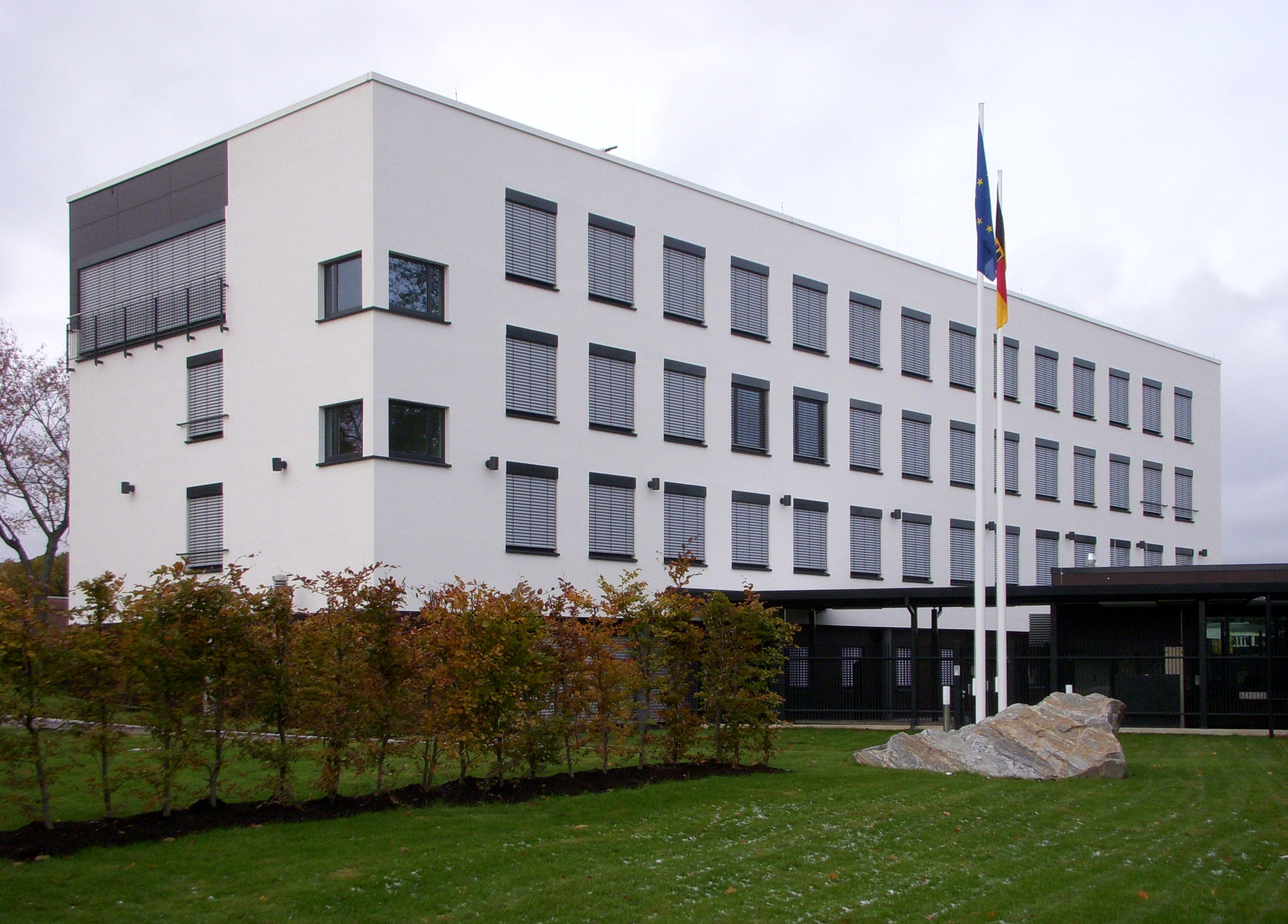
Die deutsche Botschaft

## Die Botschaften
Nördlich der Villensiedlung haben sich nach dem Zweiten Weltkrieg sechs Botschaften angesiedelt für die USA, Norwegen, Großbritannien, Deutschland, Japan und Finnland. Hier handelt es sich nicht um Villen, sondern um moderne Bürokomplexe. Eines der ersten war die Botschaft für Norwegen (1952) und das neueste Botschaftsgebäude ist das für Finnland (2001).
Im Jahr 1975 sorgte die Deutsche Botschaft (damals für Westdeutschland) für Medienwirbel, als sich hier am 24. April die Geiselnahme von Stockholm ereignete, bei der zwei Botschaftsmitglieder und zwei Geiselnehmer ums Leben kamen. Das Gebäude wurde von 2007 bis 2010 einer umfassenden Renovierung unterzogen. Die Botschaft zog für diese Zeit in ein Gebäude in der Artillerigatan.

## Historische Bilder

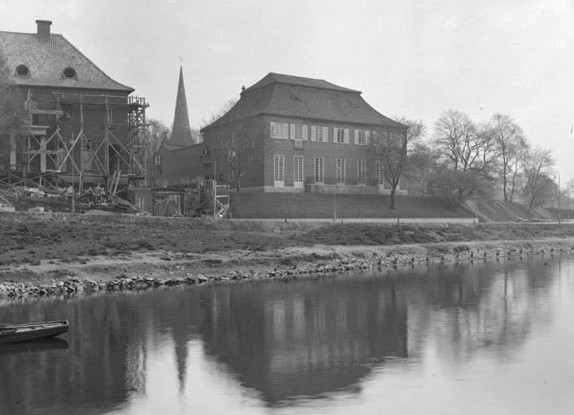
Villa Geber
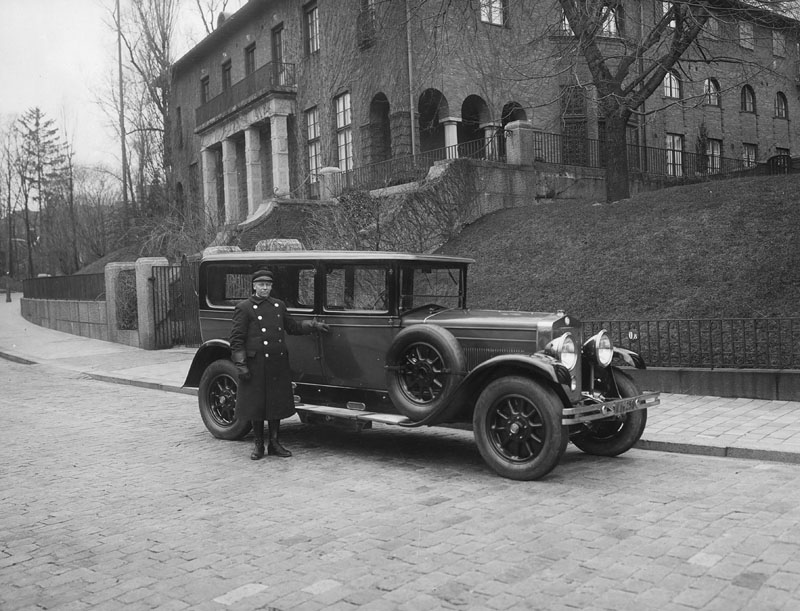
Tryggerska villan
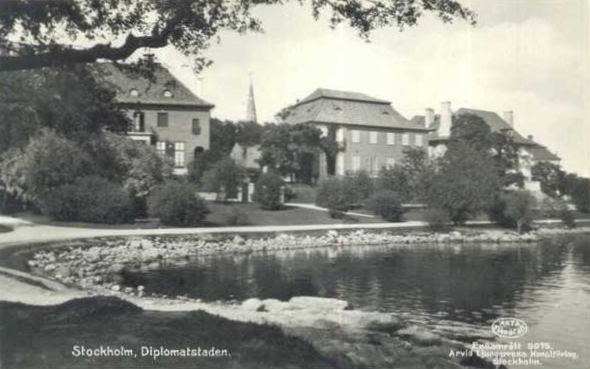
Blick auf Diplomatstaden
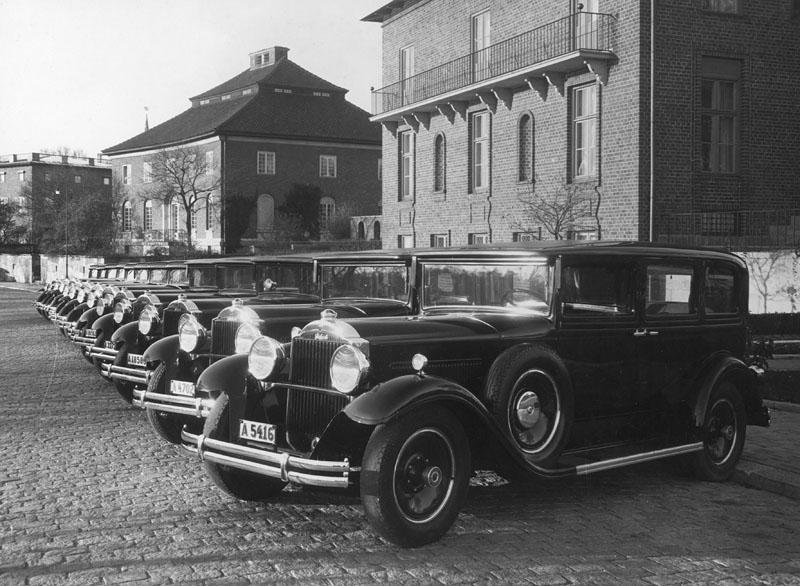
Bünsowska villan